# Nimmerdor
Nimmerdor is een landgoed bij Amersfoort in de Nederlandse provincie Utrecht. Het werd in de 17e eeuw aangelegd in opdracht van jonkheer Everard Meyster.

## Ontstaan
Meyster kocht in 1645 nabij de Leusderheide ten zuiden van Amersfoort negen hectare van de vroegere Amersfoortse meent, (het woest-eigen, waarnaar de daar gelegen Woestijgerweg genoemd is) en liet hierop een landhuis bouwen. Het landgoed had oorspronkelijk een geometrische indeling, naar de mode van die tijd. Het omringende park liet hij met altijd groen blijvende heesters en bomen beplanten, wat de naam verklaart. De naam kan ook gezien worden als knipoog naar de nabijgelegen hoeve Dorrestein (eerstmaals vernoemd in 1569). Meyster bezong het landgoed in zijn gedicht Nimmer-dor berymt uit 1667, gedrukt met groene inkt op groen papier.
In 1655 liet hij het nabijgelegen Dool-om-berg aanleggen, een park met labyrint. Hiervan is niets bewaard gebleven.

## 19e eeuw
Het landgoed werd in de loop van de tijd uitgebreid en telde rond 1880 al 100 hectare. In de 19e eeuw werd het landgoed aangepast aan de Engelse landschapsstijl van destijds, en ook het hoofdgebouw en de bijgebouwen werden ingrijpend verbouwd.
Het landgoed werd bezocht door de wandelende dominee Jacobus Craandijk (1834-1912) die het kort beschreef in deel 1 van zijn Wandelingen door Nederland met pen en potlood (1875). In die periode behoorde het landgoed aan mr. Simon van Walcheren en kon men in het landhuis op dinsdag tussen 1 en 3 uur een schilderijenverzameling bezichtigen.

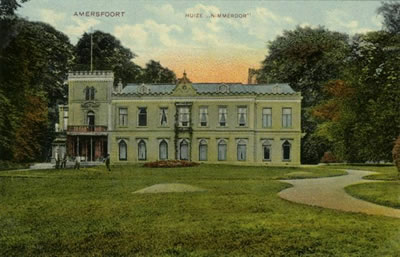
Nimmerdor omstreeks 1900
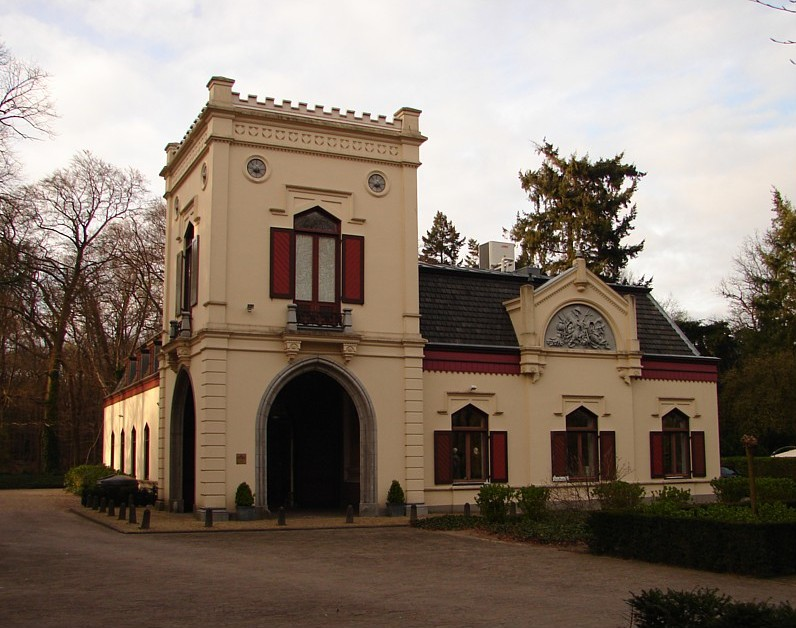
19e-eeuws koetshuis

## 20e eeuw
In de Tweede Wereldoorlog raakte het hoofdgebouw bij een bombardement in 1945 zo zwaar beschadigd dat het in 1953 werd afgebroken. De boswachterswoning werd in 1961 afgebroken. In 1974 werd begonnen met de bouw van een nieuw hoofdgebouw. Het koetshuis en monumentale duiventil zijn bewaard gebleven.
In 1911 had Amersfoort al besloten het landgoed aan te kopen, maar dit besluit was vervolgens door Gedeputeerde Staten vernietigd. Amersfoort ging tegen dit besluit in beroep. De beslissing van Gedeputeerde Staten werd echter door de Raad van State bevestigd.
In oktober 1986 besloot de gemeente Amersfoort tot aankoop van vrijwel het gehele landgoed, dat na aanleg van de Arnhemseweg en de A28 nog ongeveer 48 hectare groot was. De bewoners van Huize Nimmerdor behielden 1 hectare. De gemeente wilde het gebied bestemmen voor woningbouw, met name voor seniorenwoningen. Door omwonenden werd het Comité Behoud Nimmerdor opgericht, dat in mei 1987 een stichting werd. De Stichting Behoud Nimmerdor verzette zicht met succes tegen een deel van de bouwplannen.
Tegenwoordig is het gebied grotendeels bestemd voor natuur en recreatie.